# Zmorsznik paskoczułki
Zmorsznik paskoczułki (Paracorymbia maculicornis) – gatunek chrząszcza z rodziny kózkowatych. Zasięg jego występowania obejmuje Europę. Zasiedla drzewostany liściaste i mieszane.